# Gunnar Groebler
Gunnar Groebler (* 6. Mai 1972 in Dortmund) ist ein deutscher Industriemanager.
Groebler studierte an der RWTH Aachen Ingenieurwissenschaften. 1993 wurde er im Corps Borussia Breslau zu Köln und Aachen recipiert. 2005 trat er in die Dienste von Vattenfall. 2015–2021 war er Senior Vice President der Vattenfall AB. Er war verantwortlich für den Bereich Windenergie. Am 1. Juli 2021 folgte er Heinz Jörg Fuhrmann als Vorstandsvorsitzender der Salzgitter AG. Seit September 2024 ist Groebler zudem Präsident der Wirtschaftsvereinigung Stahl.